# Al Yah Satellite Communications Company
Al Yah Satellite Communications Company (YahSat) ist der Name eines Satellitenbetreibers mit Sitz in Abu Dhabi. Yahsat betreibt ein System bestehend aus den Satelliten YahSat 1A und YahSat 1B sowie Al Yah 3.

## Systembeschreibung
YahSat 1A wurde am 22. April 2011 mit einer Trägerrakete vom Typ Ariane 5 ECA in den Orbit gebracht. Der zweite Satellit, YahSat 1B, folgte am 23. April 2012 an Bord einer Proton-M/Bris-M. YahSat 1A wurde auf 52,5° Ost in einer geostationären Umlaufbahn über dem Äquator positioniert und soll von dort aus den mittleren Osten und Nordafrika mit Kommunikationsdiensten versorgen. Dabei bedienen die Satelliten einerseits den kommerziellen Markt, stellen andererseits jedoch auch Kapazitäten für den staatlichen Bedarf zur Verfügung. Neben Internetservices sollen über diese Satelliten Fernsehkanäle, auch HDTV, übertragen werden.
Der Bau des Satelliten Al Yah 3 wurde bei Orbital Sciences Corporation in Auftrag gegeben. Er wurde am 25. Januar 2018 mit einer Ariane 5 ECA gestartet, aufgrund einer Fehlfunktion der Trägerrakete aber in einen suboptimalen Orbit mit deutlich zu hoher Bahnneigung ausgesetzt. Mit seinen Treibstoffreserven wird er den geplanten Zielorbit zwar erreichen können, derzeit ist aber noch unklar, ob damit die geplante Lebensdauer von 15 Jahren erreicht werden kann.

## Kosten
Das Satellitensystem kostet insgesamt 1,66 Mrd. US$. Es enthält die beiden Satelliten und das zugehörige Bodensegment. Jeder der beiden Satelliten wurde für den Start mit 450 Millionen US$ versichert, wobei das Versicherungsvolumen im Falle eines Fehlstarts beider Satelliten für YahSat 1B auf 700 Millionen US$ anstieg.